# Starrkärr en Näs
Starrkärr en Näs (Zweeds:Starrkärr och Näs) is een tätort in de gemeente Stenungsund in het landschap Bohuslän en de provincie Västra Götalands län in Zweden. Het tätort heeft 472 inwoners (2005) en een oppervlakte van 102 hectare. Eigenlijk bestaat het tätort uit twee verschillende plaatsen: Starrkärr en Näs.